# Kathrin Osterode

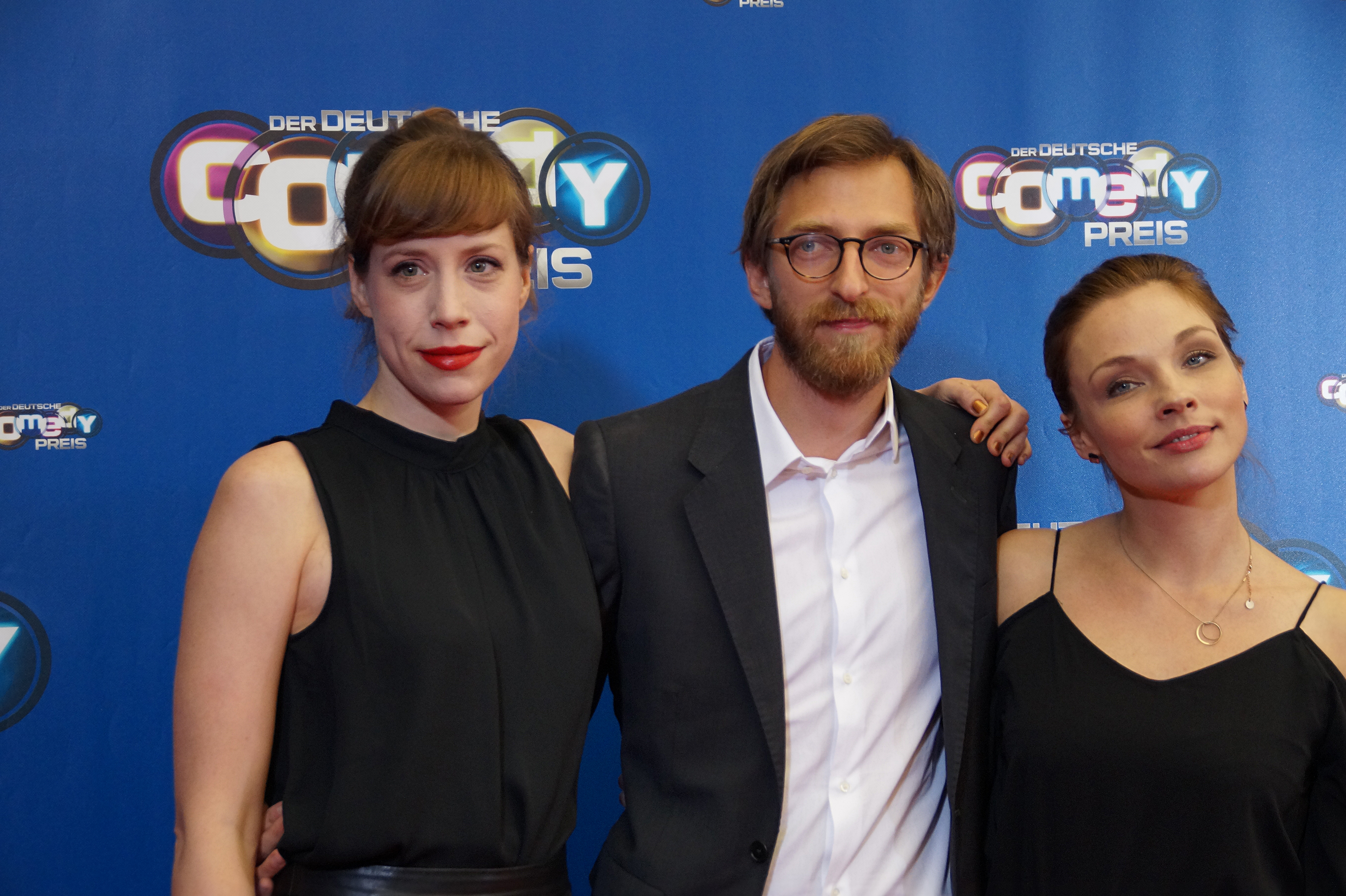
Laura Schwickerath, Hendrik von Bültzingslöwen und Kathrin Osterode beim Comedypreis 2016, Oktober, Köln.

Kathrin Osterode (* 29. Oktober 1982 in Wipperfürth) ist eine deutsche Schauspielerin.

## Leben
Osterode war während ihres Studiums an der Folkwang Universität der Künste in Essen von 2003 bis 2007 am Berliner Gripstheater als festes Ensemblemitglied engagiert. Dort spielte sie u. a. das Mädchen in „Linie 1“, Sara in „Ab heute heißt du Sara“ und Lenina in „Schöne neue Welt“. Sie machte außerdem eine Tanzausbildung in Ballett und Jazz und eine Gesangsausbildung im Bereich Musical und erhielt 2007 ein Diplom. 2009 verließ Osterode das Gripstheater, um die Hauptrolle in der afrikanischen Adaption des Musicals „Linie 1“ in Namibia zu spielen. Danach arbeitete sie als freie Schauspielerin im Bereich Theater, unter anderem für die Gandersheimer Domfestspiele, für das Theater Görlitz und am Berliner Kriminaltheater. Seit 2011 geht Osterode zum Film-Coaching in die Sigrid Andersson Die Tankstelle, wo Frank Betzelt sie coacht. Seit 2012 wirkte sie in diversen Filmprojekten wie „Die Kaffeekantate“ und in Episodenrollen für verschiedene Fernsehformate wie „Alles was zählt“ mit.
In „Meine Braut, sein Vater und ich“ stand sie zum ersten Mal in der Rolle der Elsa auf der Bühne der Comödie in Dresden.
2013 war Osterode für „Unter uns“ vor der Kamera und stellte die Melanie „Mel“ Lehmann (Nebenrolle) dar und trat auch in Verbotene Liebe auf.
Osterode hat eine Schwester und lebt seit 2006 in Berlin.

## Filmografie (Auswahl)
- 2007: Testing Life
- 2008: Plötzlich Papa – Einspruch abgelehnt!
- 2009: Ein starkes Team – Geschlechterkrieg
- 2009: Blut Schwarz
- 2010: When The Finger Points At The Moon
- 2011: Du bist tot
- 2012: Alles was zählt
- 2013: The Cut
- 2013: Samstag in acht Tagen
- 2013: Unter uns
- 2013: Verbotene Liebe
- 2015: Die unwahrscheinlichen Ereignisse im Leben von …
- 2015: Wochenende mit Papa
- 2022, 2023: Leon – Glaub nicht alles, was du siehst, Kämpfe um deine Liebe (Fernsehserie, Spin-Off von Gute Zeiten, schlechte Zeiten)[2]
- 2023: Gute Zeiten, schlechte Zeiten (Folge 7750)

Fernsehauftritte
- 2018–2019: Hotel verschmitzt (RTL)
- ab 2021: Halbpension mit Schmitz (Sat.1)

## Werbung (Auswahl)
- 2012: Mach’s mit – Bundeszentrale für gesundheitliche Aufklärung (Achim Hehn)
- 2013: Schüßler-Salze – DHU
- 2014: VW